# Delphinium bakeri
Delphinium bakeri là một loài thực vật có hoa trong họ Mao lương. Loài này được Ewan mô tả khoa học đầu tiên năm 1942.

## Hình ảnh

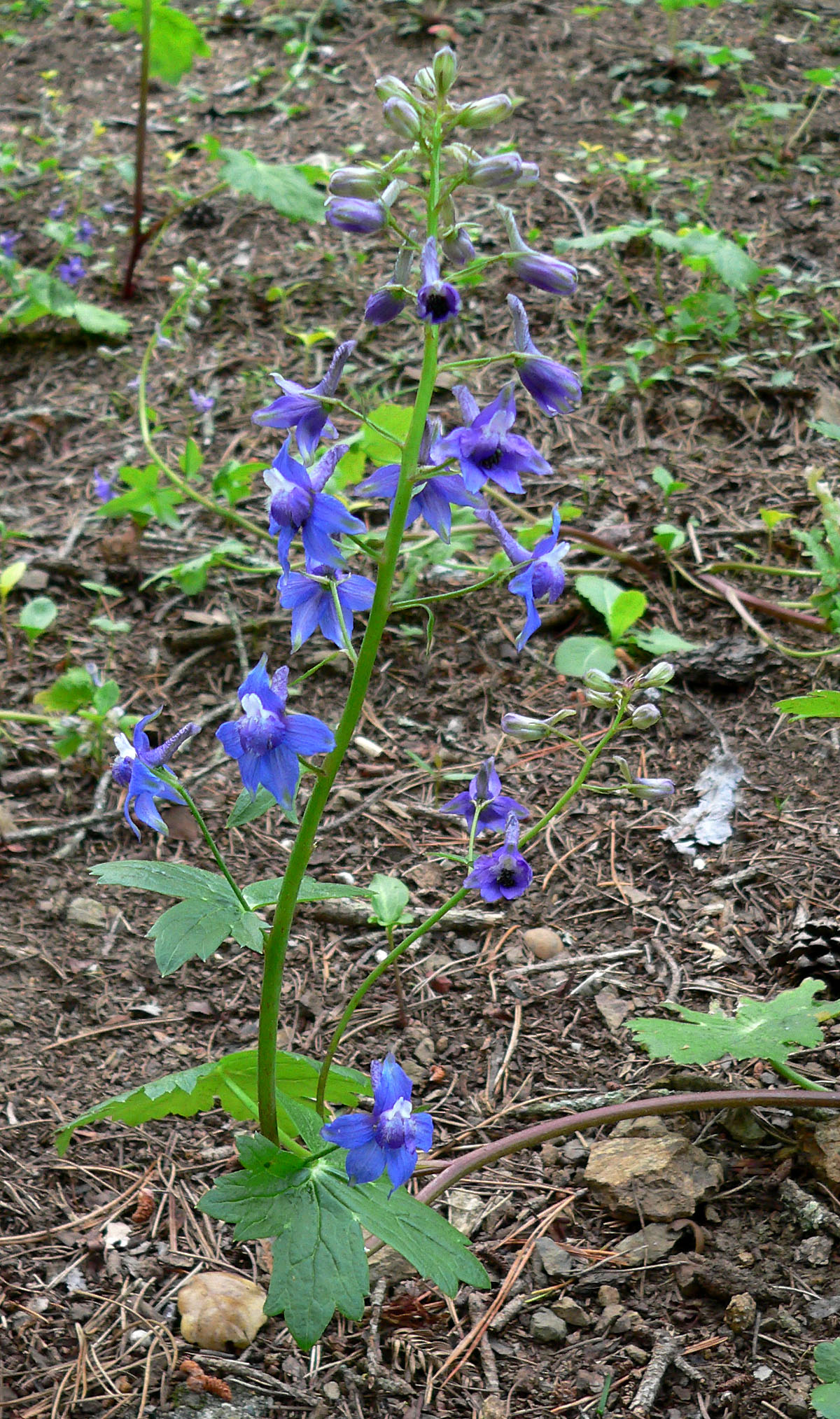
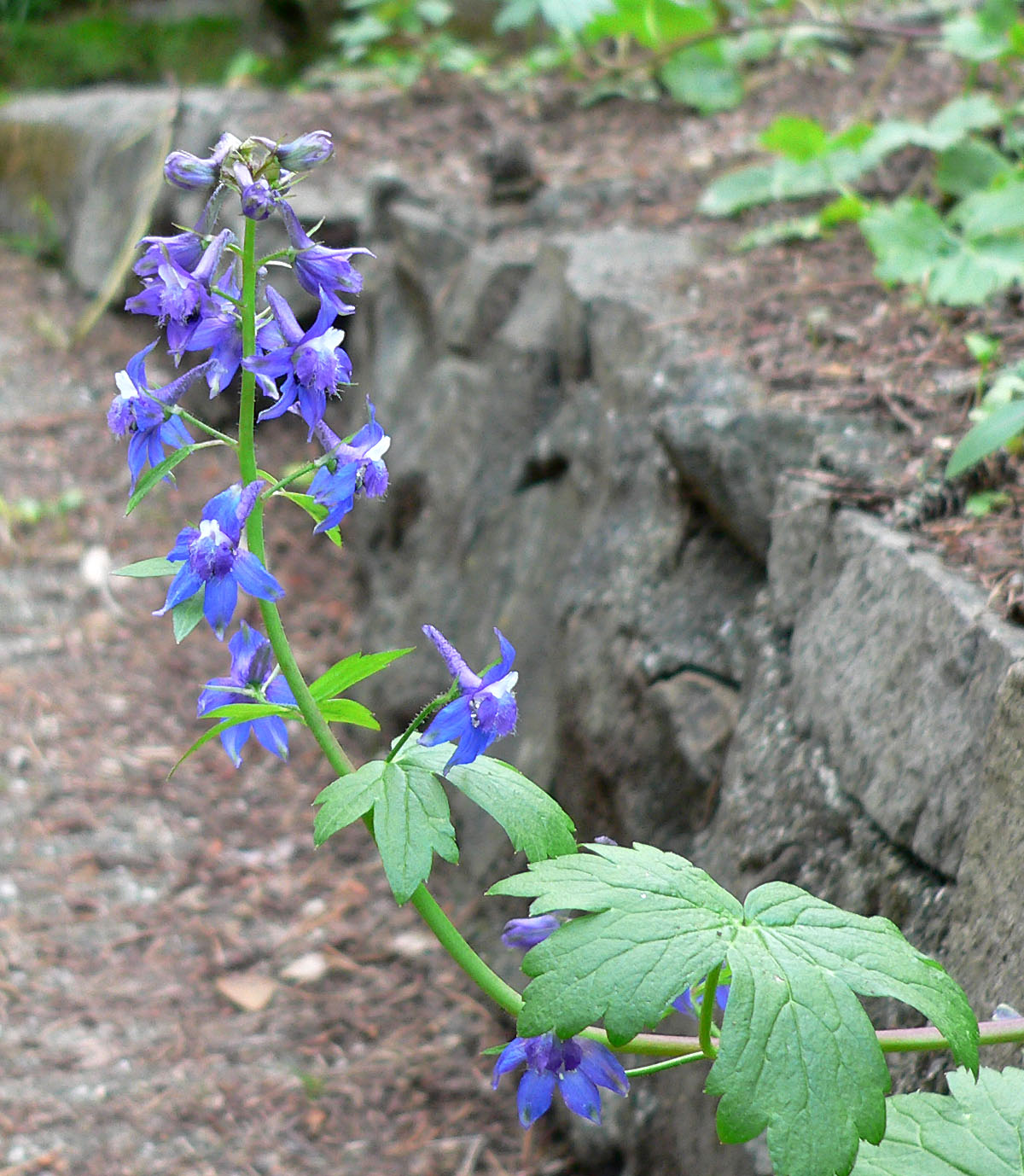
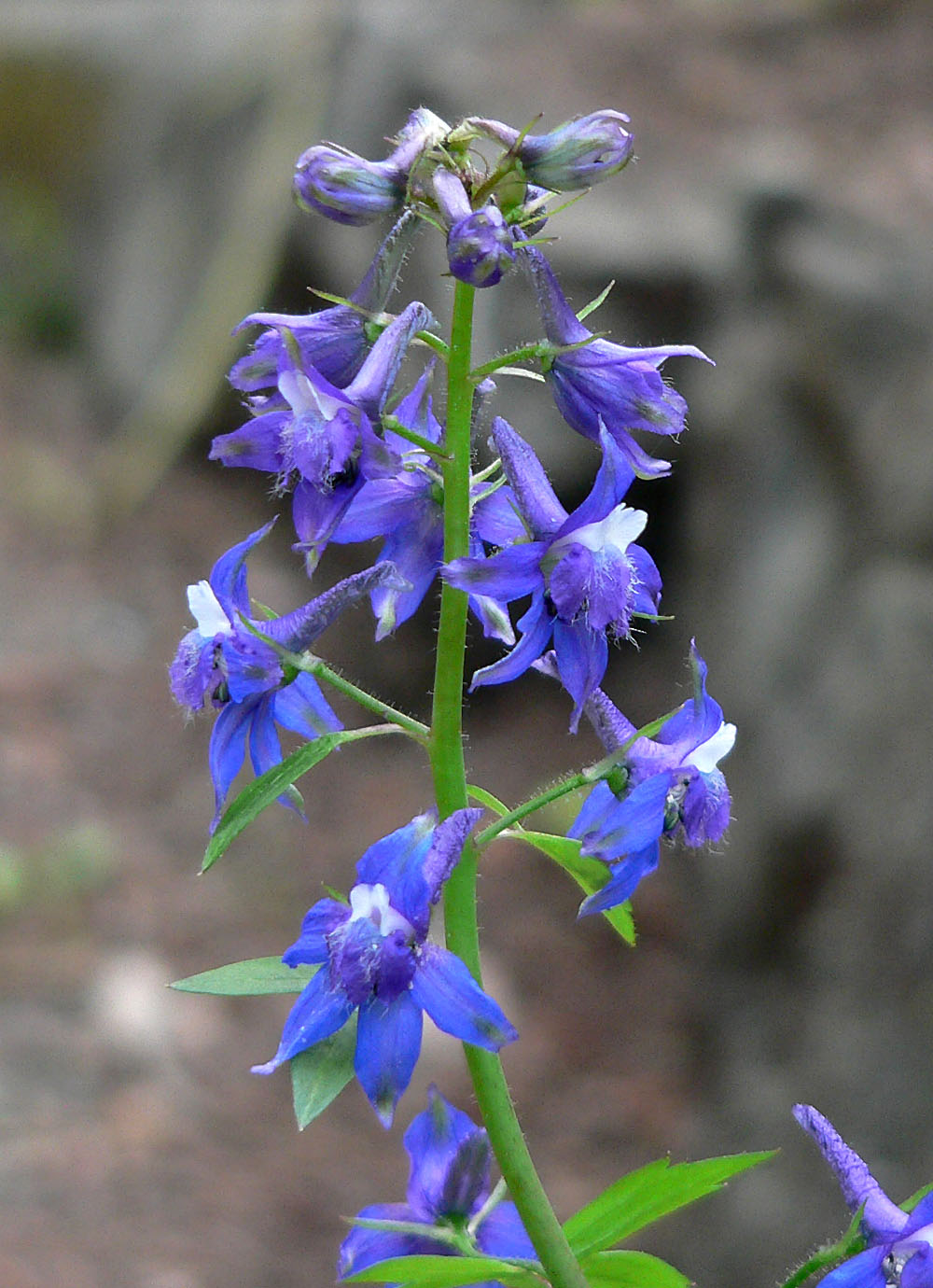
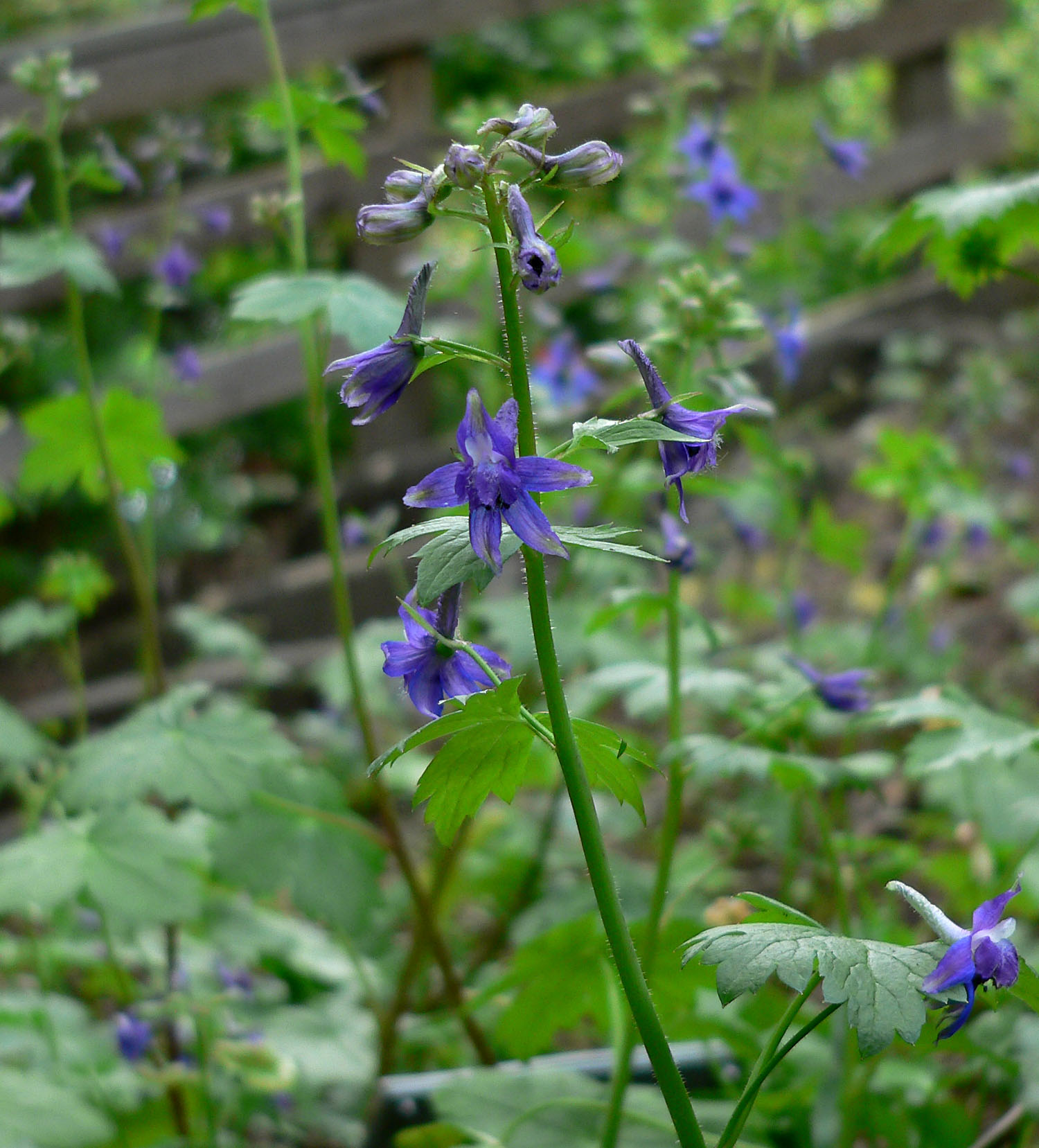